# Peter Breithut
Peter Breithut  fue un escultor y grabador de medallas austriaco , nacido el año 1869 y fallecido el 1930.

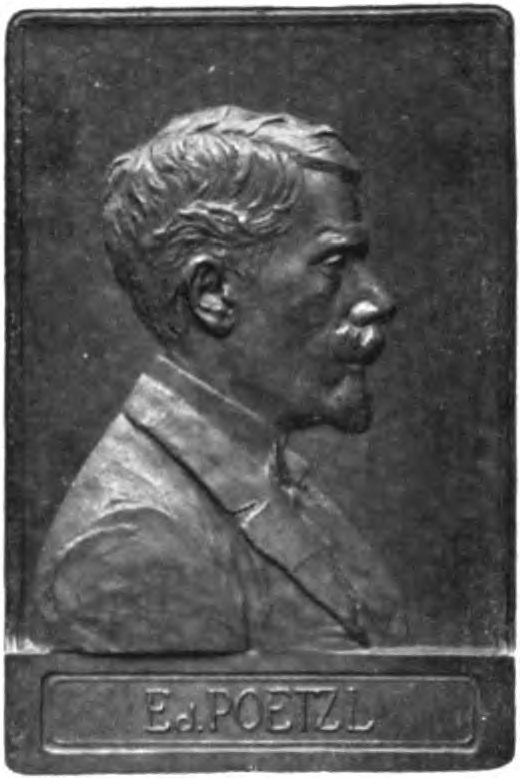
Medalla-retrato del periodista y escritor austríaco Eduard Pötzl (1851-1914), obra de 1896.
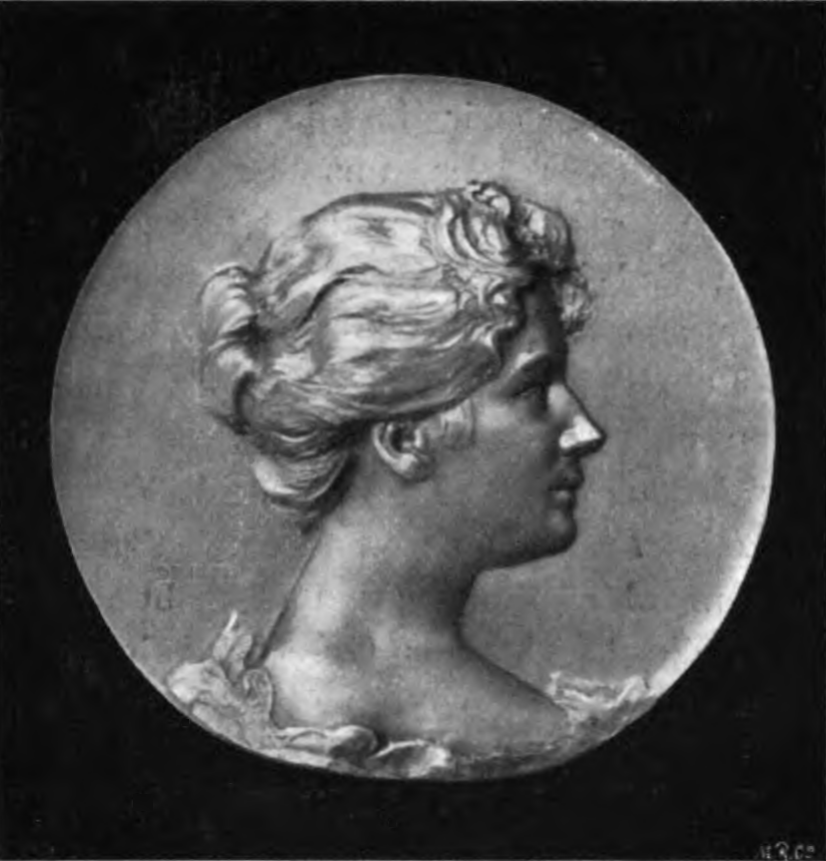
Medalla-retrato de Babette Reinhold-Devrient (Nombre de nacimiento: Babette Maasch; 1863-1940), actriz alemana-austríaca, obra de 1898.